# Drugačna gravitacija
Drugačna gravitacija je tretji studijski album slovenske rock skupine Nude, izdan leta 2001 pri ZKP RTV Slovenija v obliki CD-ja in kasete. 
Album je bil med glasbenimi kritiki slabše sprejet. Ocenjevalec za revijo Mladina Miha Štamcar se je pri slabi oceni skliceval na nedoslednost glasbe ter nizko kakovost besedil.

## Seznam pesmi
Vse pesmi in vsa besedila je napisala skupina Nude.
| Št. | Naslov         | Dolžina |
| --- | -------------- | ------- |
| 1.  | „Ni čist greh‟ | 3:22    |
| 2.  | „Polja sanj‟   | 4:04    |
| 3.  | „Odiseja‟      | 4:30    |
| 4.  | „Koko‟         | 3:12    |
| 5.  | „Razlog‟       | 4:26    |
| 6.  | „Himna‟        | 3:31    |
| 7.  | „Budala‟       | 3:26    |
| 8.  | „Kdo ve‟       | 3:56    |
| 9.  | „Laži‟         | 5:25    |
| 10. | „Narobe svet‟  | 3:13    |
| 11. | „Reš me‟       | 2:45    |
| 12. | „Pogrešam te‟  | 3:20    |